# Йоцталски Алпи
Йоцталски Алпи (на немски Ötztaler Alpen, на италиански Alpi Venoste) се нарича дял на Алпите, част от Източните Алпи. Разположен на границата между Австрия и Италия, по него минава основен вододел на Европа – между водосборните басейни на Адидже и Дунав (тоест на Адриатическо и Черно море). Най-висок връх – Вилдшпице 3774 м).

## Описание
Според класификацията SOIUSA Йоцталските Алпи не са самостоятелен дял, а част от разположените на запад Ретийски Алпи. Въпреки това традиционно те се смятат за един от ключовите дялове в тази част на планината. Имат форма по-скоро на масив с централна част и спускащи се в различни посоки била, отколкото на хребет. Сравнително компактни са – едва 2360 кв. км площ, при размери 68 на 51 км. Няма ясно разграничени вътрешни групи. На изток, в непосредствена близост се намират т. нар. Щубайски Алпи, които някои приемат като част от Йоцталските. Проходът Тимелсйох (2474 м) е граница между тях, а на запад Резия (1504 м) бележи западния край и прави връзка с Ретийските Алпи.
Склоновете на юг, към долината на Адидже, са къси и много стръмни, докато северните са дълги и на тях се издигат високи върхове. От запад на изток от главното било на север се отделят три хребета, все по-дълги. На второто било се намира връх Ватцешпице (3533 м), на третото – първенецът Вилдшпице, както и Вилдграт (2974 м). Между тези хребети реките Флаген, Пиц образуват красиви ледникови долини. Най-голяма е най-източната долина – Йоцтал, на която е наречен целият масив. Там тече река Йоцталер Ахе, която представлява продължение на границата с Щубайските Алпи. През 1991 г. във връхната ѝ част е намерена мумия на праисторически човек – необичайно откритие за Европа. Това е известният Йоци.
Главното било също е високо. Тук се издигат върховете Вайскугел (Пала Бианка – 3736 м) и Симилаун (3603 м). От северната страна се е съхранило обширно заледяване, което продължава без прекъсване повече от 20 км. Образувани са и долинни ледници, от които най-впечатляващ е дългият над 15 км Гепачфернер (най-голям в Австрия). Общата зона на заледяване обаче бързо намалява през последните десетилетия: 144 кв. км през 1969 г., 127 кв. км през 1997 г. и 114 кв. км през 2006 г.

## Върхове
Десетте най-високи върха на масива са:
| Връх            | Височина |
| --------------- | -------- |
| Вилдшпице       | 3 774 м  |
| Вайскугел       | 3 739 м  |
| Хинтере Шварце  | 3 628 м  |
| Симилаун        | 3 603 м  |
| Рамолкогел      | 3 551 м  |
| Шалфкогел       | 3 540 м  |
| Хохвернагтшпице | 3 535 м  |
| Ватцешпице      | 3 533 м  |
| Вайсзеешпице    | 3 518 м  |
| Финайлшпице     | 3 514 м  |

## Туризъм
Основни изходни пунктове за достъп до Йоцталските Алпи са близките големи градове Инсбрук (в Австрия) и Болцано (в Италия). В масива са прокарани множество пешеходни пътеки, с обща дължина около 1600 км. Между тях е и известната пътека Виа Алпина (жълтият вариант), която минава през осем държави. Добре развита е системата от хижи – над 25 броя. Могат да се използват също 850 км велоалеи, една от които минава по долината Йоцтал и е много популярна. За алпинистите е разрешено да се катерят по стените на 19 върха. Най-голям зимен курорт е Зьолден в Йоцталската долина. Той има почти 150 км писти (от общо 310 км за целия масив), които започват от шеметна височина – до 3340 м.